# 珠江商报
《珠江商报》，是中华人民共和国广东省的一家报刊，隶属于佛山市新聞傳媒中心。该报刊于1994年3月创办，原名《顺德报》，曾为中共顺德市委、顺德市人民政府的官方喉舌，後并入佛山日报报业集团，并易今名，现为以顺德区为中心，面向佛山全市发行的经济类都市报。

## 历史沿革
《珠江商报》的前身为1994年3月26日由中共顺德市委创刊的《顺德报》，当时，該報是中共顺德市委的機關報，每日对外发行7万份，对开12版，是广东县级行政区所发行机关报中版式最大者，也是其中少数每日出版的报纸之一:124-125。进入2001年後，《顺德报》已经成为中国大陆出版最多、广告收入最高的县报，其广告收入亦超过了部分地市报纸的收入水准，与此同时，《顺德报》亦开通了自己的官方网站“顺畅网”，还与新浪网等网络新闻平台合作，面向網際網路使用者推介自己的新闻资讯，提高顺德的可见性。
2003年7月15日，中共中央办公厅及国务院办公厅发布关于报刊治理整顿的决定，广东省不少县报受此影响而停办，而《顺德报》则与同省的《南海日报》、《宝安日报》等5家报社则因经营状况良好得以保留下来，佛山日报报业集团成立後，《顺德报》与《南海日报》皆被前者有偿兼并，成为其子报社，2004年7月29日，该报易今名《珠江商报》，对开16版，其官网亦于2012年5月更名为“顺德新闻网”。

## 内容
在作為中共顺德市委的機關報期间，《顺德報》是中共顺德市委、顺德市人民政府向外界表達其觀點與角度的重要工具。主要刊登中共顺德市委及顺德市政府工作、顺德市內經濟及文化建設經驗等相關的新聞報導，本地新聞占比較大。更名为《珠江商报》後，因试图成为覆盖珠三角的报纸，报刊内容一度偏离在地财经资讯，後因收益不佳而重新转向报导顺德经济社会发展为主，而原先对三水区、高明区等地的专栏报导则因此撤销。

## 外部連結
- 珠江商报数字报 （页面存档备份，存于）
- 珠江商报的新浪微博